# 티퍼니 앤더슨
티퍼니 앤더슨(Tiffanie Anderson, 1988년 8월 15일 ~ )은 미국의 가수로, 걸 그룹 걸리셔스의 멤버였다.